# Louis Delhaize
Louis Delhaize Group er en belgisk detailhandelskoncern, der blev etableret af Louis Delhaize i 1875. De fokuserer primært på supermarkeder og hypermarkeder i Belgien, Frankrig og Luxembourg. I 2022 havde de 31.000 ansatte og en omsætning på 8,1 mia. euro.

## Forretningskæder
- Cora (hypermarkedskæde)
- Match (supermarkedskæde)
- Smatch
- Delitraiteur
- Dod France (Delitraiteur in France)
- Louis Delhaize, (dagligvarer)
- Ecomax (discountbutikskæde)
- Truffaut (havecentre)
- Houra.fr (online butik)
- Animalis (dyrefoder)
- Cora Voyages (rejsebureau)